# Lipica, Ruda
Lipica (nemško Lippitzbach) je naselje v Občini Ruda v Okraju Velikovec na Koroškem v Avstriji.